# Utilitat marginal
La utilitat marginal és un constructe sobre el valor que introdueixen certes teories econòmiques que representa quantitativament la utilitat o satisfacció que ofereix un agent econòmic un bé per cada dosi addicional que aquest consumeixi. El concepte d'utilitat marginal aclareix el vell enigma de l'aigua i els diamants. El preu d'un bé es defineix a través de la seva utilitat marginal, no a través de la utilitat objectiva. Allà on l'aigua està disponible en abundància, la seva utilitat marginal és baixa, la utilitat marginal dels diamants és alta a causa de la seva raresa.
El concepte es va desenvolupar al segle xix en les escoles d'economia neoclàssica dins els esforços d'explicar el mecanisme de formació de preus per un procediment alternatiu a la Teoria del valor-treball que havia estat utilitzada tanta pels economistes clàssics com pels economistes marxistes. La teoria en la forma més o menys actual va ser resumida per primera vegada per l'economista Friedrich von Wieser, a qui se li atribueix l'encunyació del terme d'utilitat marginal. William Stanley Jevons va formular una teoria de preus tenint en compte aquesta utilitat marginal i va afirmar que la producció de costos determina l'oferta; l'oferta determina el grau final d'utilitat; i el grau final d'utilitat determina el valor.